# لیندستروم (مینه‌سوتا)
لیندستروم، مینه‌سوتا (به انگلیسی: Lindstrom, Minnesota) یک شهر در ایالات متحده آمریکا است که در شهرستان چیساکو، مینه‌سوتا واقع شده‌است.

## خصوصیات
لیندستروم ۹٫۵۶ کیلومترمربع مساحت و ۴٬۴۴۲ نفر جمعیت دارد و ۲۸۲ متر بالاتر از سطح دریا واقع شده‌است.